# 462 Dywizja Piechoty (III Rzesza)
462 Dywizja Piechoty (niem. 462. Infanterie-Division) – niemiecka dywizja z czasów II wojny światowej, sformowana w rejonie Nancy na mocy rozkazu z 10 października 1942, poza falą mobilizacyjną przez XII Okręgu Wojskowym. Początkowo była to jednostka zapasowa (Division Nr. 462), 19 października 1944 r. została przekształcona w 462 Dywizję Piechoty (462. Infanterie-Division). Miesiąc później zmieniono jej nazwę na 462 Dywizję Grenadierów Ludowych (462. Volks-Grenadier-Division).

## Struktura organizacyjna
- Struktura organizacyjna we wrześniu 1944 roku:

1215., 1216. i 1217. pułk grenadierów, 1462. pułk artylerii, 1462. batalion pionierów, 462. kompania fizylierów, 1462. oddział przeciwpancerny, 1462. oddział łączności, 1642. polowy batalion zapasowy;
- Struktura organizacyjna w listopadzie 1944 roku:

1215., 1216. i 1217. pułk grenadierów, 1462. pułk artylerii, 1462. batalion pionierów, 462. kompania fizylierów, 1462. oddział przeciwpancerny, 1462. oddział łączności, 1642. polowy batalion zapasowy;

## Dowódcy dywizji
- Generalleutnant Vollrath Lübbe 19 X 1944 – XI 1944;
- Generalleutnant Heinrich Kittel 14 XI 1944 – 22 XI 1944;
- Oberst Joachim Wagner 22 XI 1944 – 28 XI 1944;

## Szlak bojowy
W latach 1942-44 dywizja pełniła obowiązki jednostki zapasowej w rejonie Metz-Sarrebourg. Po lądowaniu sprzymierzonych w Normandii została przeorganizowana w dywizję piechoty i ostatecznie rozbita podczas obrony fortecy Metz w grudniu 1944 r.